# Federación Cinológica Argentina
Federación Cinológica Argentina (FCA) är Argentinas nationella kennelklubb. Den är medlem i den internationella kennelfederationen Fédération Cynologique Internationale (FCI). Den är de argentinska hundägarnas intresse- och riksorganisation och för nationell stambok över hundraser.